# (283142) Weena
(283142) Weena est un astéroïde de la ceinture principale.

## Description
(283142) Weena est un astéroïde de la ceinture principale. Il fut découvert le 29 décembre 2008 à Taunus par Erwin Schwab et Rainer Kling. Il présente une orbite caractérisée par un demi-grand axe de 2,64 UA, une excentricité de 0,04 et une inclinaison de 21,3° par rapport à l'écliptique.

## Compléments